# Coins in the Fountain
Coins in the Fountain er en amerikansk film fra 1990 af Tony Wharmby.

## Medvirkende
- Loni Anderson som Leah
- Stepfanie Kramer som Nikki Taylor
- Shanna Reed som Bonnie
- Carl Weintraub som Joe Marino
- Stuart Wilson som Marcello
- David Wilson som Phil
- Anthony Newley som Alfred